# Stemma della Svezia

Piccolo stemma nazionale.

Il grande stemma nazionale (stora riksvapnet) e il piccolo stemma nazionale (lilla riksvapnet) sono gli attuali stemmi nazionali ufficiali del Regno di Svezia.

## Blasonatura
Lo scudo è inquartato da una croce d'oro patente, derivante dalla bandiera svedese, ed è composto da quattro elementi: il primo e il quarto presentano un campo d'azzurro caricato delle tre corone reali di Svezia, che sono state il simbolo della nazione fin dai tempi del re Alberto di Meclemburgo. Il secondo e il terzo quarto sono costituiti da un campo d'azzurro, a tre sbarre ondate d'argento, caricato di un leone d'oro coronato e linguato al naturale, rappresentante il Casato di Folkung.
I tenenti dello stemma raffigurano due leoni rampanti con coda biforcuta, linguati e con testa coronata. Il leone è stato per secoli un importante elemento dell'araldica svedese e, in particolare, dello stemma statale.
L'intero stemma è poi avvolto nel manto foderato di ermellino e sormontato dalla corona regale.
| ↗             | ↗                                | ↖                                     | ↖                                                                                          |
| Le tre corone | Stemma della Real Casa di Bjelbo | Stemma Reale della Casa di Bernadotte | Stemma Reale della Casa di Bernadotte                                                      |
|               |                                  | ↗                                     | ↖                                                                                          |
|               |                                  | Stemma Reale della Casa di Vasa       |                                                                                            |
|               |                                  |                                       | ↑ Inquartamento standard per i prìncipi sovrani sotto Napoleone del Primo Impero Francese. |
|               |                                  |                                       | ↑ Stemma con l'Aquila di Napoleone I                                                       |

## Collari degli ordini reali
Lo scudo può essere contorniato dai collari degli ordini reali. Il piccolo stemma è solitamente ornato dal collare dell'Ordine dei Serafini, la massima onorificenza svedese. 
A differenza del piccolo stemma, lo scudo del grande stemma può essere circondato da tutti i quattro ordini reali: l'Ordine dei Serafini, l'Ordine della Stella Polare, l'Ordine di Vasa e l'Ordine della Spada. Può essere aggiunto anche l'Ordine di Carlo XIII. 
Nel caso in cui lo stemma sia ornato da più di un collare, essi sono disposti in ordine dal meno importante al più importante: Ordine di Carlo XIII, Ordine di Vasa, Ordine della Stella Polare, Ordine della Spada e Ordine dei Serafini.

## Regole di utilizzo
L'uso degli stemmi di Stato è regolamentato dalla legge svedese, in cui si enuncia che: "nelle attività commerciali gli stemmi reali, la bandiera nazionale e le altre insegne della Svezia non possono essere utilizzati come marchio di fabbrica o come altri segni per prodotti o servizi senza autorizzazione. Ciò include qualsiasi marchio o testo che possa far riferimento al governo svedese o a qualsiasi stemma comunale registrato". Qualsiasi rappresentazione dello stemma di Stato consiste in tre corone ordinate due sopra una, e il suo utilizzo è limitato dalla legge 1970:498.